# Павильон № 58 «Земледелие» на ВДНХ
Павильон «Земледелие» — павильон ВДНХ, построенный в 1950—1954 годах. До 1964 года носил название «Украинская ССР». С 1964 года имеет официально название павильон № 58 «Земледелие».

## История
Первый павильон «Украинская ССР» располагался на месте существующего и был построен в 1937 году по проекту архитекторов Алексея Тация и Николая Иванченко. Он был деревянным, длительное время не простоял, и в 1947 году был разобран. Ныне существующий павильон был построен в 1950—1954 годах по проекту Алексея Тация, при участии Валентины Чуприной и Григория Шлаканева. Проект павильона курировал лично Никита Хрущёв, а также Министерство сельского хозяйства Украинской ССР. Павильон стал крупнейшим из республиканских павильонов всей выставки: его объём составляет 24 тысячи м³, общая площадь залов — 1600 м², высота основного объёма здания — 15,5 м, с куполом — 26 м, со шпилем — 42 м. Павильон прямоугольный в плане. Его фасад облицован керамическими блоками, цоколь — серым полированным гранитом. Фасад и его карниз украшены керамической лепниной с изображением золотых колосьев, символизирующих хлебное богатство республики. Входная арка обрамлена майоликовым венком с растительными узорами. Арку украшает витраж с изображением Переяславской рады, 300-летие которой отмечалось в год постройки павильона (художники — Я. В. Боня, В. В. Давыдова, Степан Кириченко, Сергей Отрощенко); в основе композиции витража лежит картина Михаила Хмелько «Навеки с Москвой, навеки с русским народом». По центру фасад завершает барельеф с изображением герба Украинской ССР. Над павильоном надстроена башенка, декорированная растительным орнаментом и увенчанная шпилем со звездой. По четырём углам карниза установлены скульптуры девушек, держащих лавровые венки в вытянутых руках, а у входа в павильон — две скульптурные группы — «Стахановцы промышленности» и «Стахановцы сельского хозяйства». Авторами их были Сергей Орлов, Элиус Фридман, Ефим Белостоцкий и Зоя Рылеева. По бокам от входа стоят две колонны-флагштока с цифрами «1654» и «1954», также посвящёнными 300-летию Переяславской рады. Вводный зал павильона облицован мрамором и украшен росписью «Дружба народов СССР» (художники — Юрий Балановский, В. С. Болдырев, Степан Кириченко, Сергей Отрощенко, А. М. Чернов, Л. И. Чичкан).
В павильоне изначально размещалась экспозиция, посвящённая Украинской ССР в её различных аспектах — науке, культуре, достижениях в области сельского хозяйства, животноводства, растениеводства, механизации и электрификации, а также промышленности — горнодобывающей, нефтяной и газовой, металлургической, химической и машиностроительной. В 1964 году, при переходе выставки на отраслевой принцип показа, тематика была изменена, и в павильоне разместилась экспозиция «Земледелие», которая рассказывала посетителям об истории, развитии и новых достижениях советского народного хозяйства в данной отрасли. В 1990-е годы экспозиция была упразднена. Здание было отдано под торговлю, а в 2000-е пришло в аварийное состояние и в 2013 году его закрыли. 
Во время реконструкции ВДНХ в 2014 году 58-й павильон не был принят на содержание Украиной, и в отличие от некоторых других бывших союзных республик, его реставрацией занимался город Москва. В 2017 году была начата реставрация павильона, на которую было решено выделить 360 миллионов рублей из бюджета Москвы. 
Весной 2019 года на ВДНХ после реставрации в павильоне «Земледелие» открылся музей славянской письменности «Слово». В 2025 году внутри павильона была открыта экспозиция «Музей СВО» с трофеями российско-украинской войны.

## Галерея
- Первый павильон
- Центральная часть фасада павильона
- Вход в павильон
- Герб Украинской ССР в обрамлении флагов
- Одна из угловых скульптур карниза